# Mandeure
Mandeure là một xã trong vùng hành chính Franche-Comté, thuộc tỉnh Doubs, quận Montbéliard, tổng Valentigney. Tọa độ địa lý của xã là 47° 26' vĩ độ bắc, 06° 48' kinh độ đông. Mandeure nằm trên độ cao trung bình là 330 mét trên mực nước biển, có điểm thấp nhất là 324 mét và điểm cao nhất là 581 mét. Xã có diện tích 15,1 km², dân số vào thời điểm 1999 là 5142 người; mật độ dân số là 339 người/km².

## Thông tin nhân khẩu
| 1936  | 1954  | 1962  | 1968  | 1975  | 1982  | 1990  | 1999  |
| ----- | ----- | ----- | ----- | ----- | ----- | ----- | ----- |
| 4.985 | 5.120 | 5.186 | 5.550 | 6.596 | 6.105 | 5.402 | 5.142 |